# Magnolia koordersiana
Espèce
Statut de conservation UICN

 DD  : Données insuffisantes
Magnolia koordersiana est une espèce de plantes à fleurs de la famille des Magnoliaceae. C'est un arbre originaire d'Asie.

## Description
C'est un arbre.

## Répartition et habitat
L'espèce est trouvée en Malaisie, à Sumatra et en Thaïlande.
Elle vit en milieu tropical humide.